# ميشيل (مغني)
ميشيل (بالإيطالية: Michele)‏ هو مغني إيطالي، ولد في 29 يونيو 1944 في فيدجيفانو في إيطاليا.

## وصلات خارجية
- الموقع الرسمي
- ميشيل على موقع IMDb (الإنجليزية)
- ميشيل على موقع ميوزك برينز (الإنجليزية)
- ميشيل على موقع أول ميوزيك (الإنجليزية)
- ميشيل على موقع ديسكوغز (الإنجليزية)
- ميشيل على موقع قاعدة بيانات الفيلم (الإنجليزية)